# 艾察兹·哈桑
艾察兹·哈桑·班加什（Aitzaz Hasan Bangash，1998年—2014年1月6日），出生于巴基斯坦开伯尔-普什图省汉古县亨古镇，学生，就读于当地的伊布拉辛札高中。因在2014年1月6日伊布拉辛札村恐怖袭击案中试图阻止恐怖分子而死亡，巴基斯坦总理納瓦茲·謝里夫已经向总统馬姆努恩·侯賽因推荐，授予其哈桑荣誉奖章。

## 事件经过
2014年1月6日早晨，在巴基斯坦开伯尔-普什图省汉沽区亨古镇伊布拉辛札村，一名穿校服的男子向哈桑和其同伴问路，因该男子神色慌张，且符合老师所公布的自杀炸弹袭击者的特征，哈桑及其同伴立即意识到该男子为恐怖分子，故哈桑的同伴立即跑入学校企图避难。在此期间，为防止男子冲入学校后引爆炸弹，哈桑死死抱住该男子，之后他与哈桑扭打在了一起。在此过程中，男子引爆了身上的炸弹，哈桑随即身受重伤，在被送往医院抢救后不久后因伤逝过重而死亡。

## 评价
- 巴基斯坦前任驻美国大使谢莉·拉赫曼：「汉沽地区的烈士哈桑是巴基斯坦的骄傲，至少应当给他一枚奖章，他是又一个有着让人心悸的勇气的好少年。」[3]
- 作家奥马尔·阿齐兹：「15岁的哈桑为阻止自杀式炸弹袭击，献出了宝贵的生命。这也提醒我们，什么是真正的灵魂。」
- 哈桑的父亲邦加斯：「哈桑勇敢地阻挠了那名人弹，拯救了同学的生命，他让我们深感自豪。我很高兴我儿子因为这一崇高使命而成为烈士。」[3]